# Susanne Teschl
Susanne Teschl (née Timischl, 1971) é uma biomatemática austríaca, professora de matemática na Fachhochschule Technikum Wien. É conhecida por suas pesquisas sobre a modelagem matemática da análise da respiração.

## Formação e carreira
Teschle obteve um diploma em física matemática na Universidade de Graz em 1995, onde completou seu doutorado em 1998, com a tese A Global Model for the Cardiovascular and Respiratory System, orientada por Franz Kappel.
Depois de trabalhar no Austrian Science Fund, ingressou na Fachhochschule Technikum Wien em 2001, chefiando o Departamento de Matemática Aplicada e Ciências Naturais de 2007 a 2010.

## Vida privada
Teschl é filha de Wolfgang Timischl, professor de matemática austríaco e autor de livros didáticos. Seu marido, Gerald Teschl, é um físico matemático da Universidade de Viena.